# 샬마네세르 5세

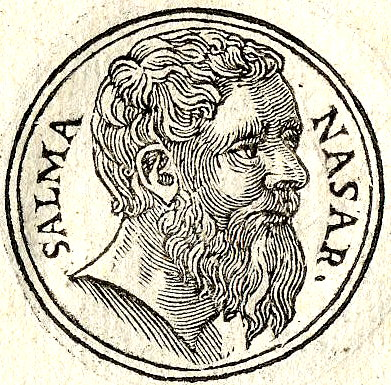

살만 에세르 5세(Shalmaneser V , 재위 기원전 727년 ~ 기원전 722년) 아시리아의 왕이었다. 그는 처음 그의 아버지 티글라트-필레세르 3세 치세 중에 페니키아 지미라의 총독으로 등장하였다. 티글라트 필라세르가 죽자, 그는 기원전 727년 테벳 달 25일 아시리아 왕좌를 계승하였다. 그의 원래 이름은 울룰라유 였는데 샬만에세르로 변경하였다. 그는 바빌로니아 왕으로 그의 왕명 울룰라유를 계속 사용하는 것을 제안 받았다고 하는데, 이런 내용은 어떠한 권위 있는 공식 문헌에도 발견되지 않는다.
사마리아의 반란이 그의 치세 중에 발생하였고 그가 반란 도시를 포위하는 도중인 기원전 722년 테벳달(그레고리력으로 12월 또는 1월) 12일에 순국하고 사르곤 2세가 왕권을 장악했다.
살만에세르는 성경에 나오는데 이스라엘의 사라진 10종족의 추방을 그와 그의 아버지의 탓으로 돌렸다. 그는 사마리아의 정복자로 기술되며 그 주민들을 추방하였다. 추방된 토비트는 살만에세르의 왕궁에 호의를 구한 것으로 보였지만 센나케립 아래에서 영향력을 상실하였다.